# Euphoresia burgeoni
Euphoresia burgeoni är en skalbaggsart som beskrevs av Moser 1926. Euphoresia burgeoni ingår i släktet Euphoresia och familjen Melolonthidae. Inga underarter finns listade i Catalogue of Life.